# Fils
El Fils és un riu de Baden-Württemberg, Alemanya, tributari per la dreta del Neckar.
El seu naixement es troba als turons de l'Alb de Suàbia prop de Wiesensteig. Flueix per Geislingen (Steige) i Göppingen per unir-se al Neckar a l'est de Stuttgart, a Plochingen. A causa de l'aportació d'aigua del Fils, el Neckar és navegable des d'aquell punt.